# Robinsonella samaricarpa
Robinsonella samaricarpa é uma espécie de angiospérmica da família das Malvaceae.
Apenas pode ser encontrada no seguinte país: México.